# Hayashibara Megumi
Hayashibara Megumi (林原 めぐみ (Lâm Nguyên Huệ)) là một trong những Seiyū nổi tiếng nhất ở Nhật, và còn là một ca sĩ, thường hát các bài trong anime do cô lồng tiếng. Megumi sinh ngày 30 tháng 3 năm 1967 tại Tokyo, và bắt đầu sự nghiệp vào năm 1986. Cô nổi tiếng với các vai có cá tính rất khác biệt: cô phù thủy độc ác một cách đáng yêu Lina Inverse (anime Slayers), Rei Ayanami trầm tĩnh ít nói (anime Neon Genesis Evangelion, vì Rei ít nói nên Megumi lồng tiếng con chim cánh cụt Pen-Pen luôn), Dora Vương trong Anime/Manga Đội quân Doraemon và Faye Valentine khá "du côn" trong anime Cowboy Bebop. Hiện nay cô đang làm việc cho công ty Aksent.

## Thông tin cá nhân
- Dù có bằng cấp nghề y tá nhưng cô chưa bao giờ chính thức làm công việc này.
- Hayashibara từng học ở một trường Công giáo, và cô nói rằng ở trường lúc đó cô đã bị bắt nạt[1].
- Cô là thành viên tích cực của rất nhiều các câu lạc bộ về tiếng Anh, kịch nói, sinh học, truyền hình, cầu lông...
- Ngày 10 tháng 1 năm 2004, cô tuyên bố trên kênh phát thanh của mình là đã mang thai con đầu lòng. Đó là một cô con gái.

## Anime
- Mardock Scramble (2010) vai Rune Balot
- Slayers Evolution-R (2009) vai Lina Inverse
- Slayers Revolution (2008) vai Lina Inverse
- Neon Genesis Evangelion (1995) vai Ayanami Rei
- Manabi Straight! (2007) vai "young Chief" (Chỉ xuất hiện trong tập 9)
- Paprika (2006) vai Atsuko Chiba và Paprika
- Inukami! (2006) vai Young Kayano Kawahira (Chỉ xuất hiện trong tập 10)
- Pokémon: Ngôi đền đại dương (2006) vai Musashi
- Law of Ueki (2005) vai Ueki Haruko (Tập 45 - 47)
- Pokémon: Mew Và Người hùng của ngọn sóng Lucario (2005) vai Musashi
- Doraemon: Đấng toàn năng Nobita (1995) vai Nonbi, Nobiko và Bitano
- Doraemon: Nobita ở vương quốc chó mèo (2004) vai Hachi
- Pokémon: Deoxys kẻ phá vỡ bầu trời (2004) vai Musashi
- Hitsuji no Uta (2003) vai Chizuna Takashiro
- Pokémon: Bảy đêm cùng ngôi sao ước nguyện Jirachi (2003) vai Musashi
- Cromartie High School (2003) vai mẹ của Maeda
- Shrine of the Morning Mist vai Kurako Hieda
- Tenshi na Konamaiki (2002) vai Amatsuka Megumi
- PokémonPokémon: Thần hộ mệnh của thành phố nước Latias và Latios (2002) vai Musashi, Latias
- Love Hina Again (2002) vai Haruka Urashima
- Sorcerous Stabber Orphen (2001) vai Esperanza
- Shaman King (2001) vai Anna Kyouyama vai Opacho
- Slayers Premium (2001) vai Lina Inverse
- Cowboy Bebop: The Movie (2001) vai Faye Valentine
- Tales of Eternia - The Animation (2001) vai Marone Bluecarno
- One Piece: Nejimaki Shima no Bouken (2001) vai Honey Queen
- Love Hina (2000) vai Haruka Urashima
- Vampire Hunter D: Bloodlust (2000) vai Leila
- Cardcaptor Sakura (1999) vai Madoushi
- Starship Girl Yamamoto Yohko (1999) vai Madoka Midou
- Queen Emeraldas (1998) vai Hiroshi Umino
- Saber Marionette J (1998) vai Lime
- Lupin III (1998) vai Maria
- Akihabara Dennou Gumi (1998) vai Tsubame Otori
- Cowboy Bebop (1998) vai Faye Valentine
- Lost Universe (1998) vai Canal Vorfeed
- Jungle de Ikou! (1997) vai Ongo
- Mashin Eiyuuden Wataru 2 (1997) vai Himiko Shinobibe
- Sorcerer Hunters (1996) vai Tira Misu
- Black Jack (1996) vai Rei Fujinami
- Saber Marionette J (1996) vai Lime
- Tenchi Muyo! (1996) vai Achika Masaki
- Thám tử lừng danh Conan (1996) vai Shiho Miyano/Haibara Ai
- Shadow Skill (1995) vai Elle Ragu
- Neon Genesis Evangelion (1995) vai Rei Ayanami, Yui Ikari, Pen Pen, EVA-01 (Berserk Mode)
- Slayers (3 phần, 2 OVA, và 5 movies) (1995-2002) vai Lina Inverse
- Sailor Moon S the Movie: Hearts In Ice (1994) vai Himeko Nayotake
- Blue Seed (1994) vai Momiji Fujimiya
- DNA² (1994) vai Tomoko Saeki
- Macross Plus (1994) vai Lucy MacMillan
- Uchu no Kishi Tekkaman Blade II (1994) vai Aki Kisaragi
- Nekketsu Saikyo Gosaurer (1993) vai Hiromi Tachibana, Erika and Harue Yamamoto
- The Hakkenden (1993) vai Mouya Inusaka
- Hello Kitty's Paradise (1993) vai Hello Kitty
- Uchu no Kishi Tekkaman Blade (1992) vai Aki Kisaragi
- YuYu Hakusho (1992) vai Genkai (phiên bản trẻ)
- All-Purpose Cultural Cat Girl Nuku Nuku (1992) vai Atsuko "Nuku Nuku" Natsume
- Video Girl Ai (1992) vai Ai Amano
- Zettai Muteki Raijin-Oh (1991) vai Falzev, Ruruko Himeki
- 3x3 Eyes (1991) vai Pai/Parvati
- Magical Princess Minky Momo (1991) vai Minky Momo
- Chinpui (1989) vai Kasuga Eri
- Patlabor the Movie (1989) vai Weather Forecaster
- Garaga (1989) vai Kina
- Ranma ½ (1989) vai Ranma Saotome
- Gundam 0080 (1989) vai Christina MacKenzie
- Digital Devil Story: Megami Tensei (1987) vai Kanou Fuyuki.
- Bubblegum Crisis (1987) vai Nam
- Project A-Ko (1986) vai Ume
- Zen Zen (1986) vai Arimasa Maki
- Maison Ikkoku (1986) vai Yosuke Nanao

## Albums
- Half and half (1991)
- WHATEVER (1992)
- Perfume (1992)
- SHAMROCK (1993)
- SpHERE (1994)
- Enfleurage (1995)
- bertemu (1996)
- Iravati (1997)
- Fuwari (1999)
- VINTAGE S (2000)
- VINTAGE A (2000)
- feel well (2002)
- center color (2004)
- Plain (2007)
- Tanoshii Douyou (2007)
- Slayers MEGUMIX (2008)
- MOE FIRE (Mini Album) (2009)
- CHOICE (2010)
- VINTAGE White (2011)
- Time Capsule (2015)
- Duo (2016)

## Singles
- Pulse (1990)
- Niji iro no Sneaker (1991)
- Yume wo dakishimete (1992)
- Haruneko fushigi tsukiyo - oshiete Happiness - (1992)
- OUR GOOD DAY... bokura no GOOD DAY (1993)
- Yume Hurry Up (1993)
- Until Strawberry Sherbet (1994)
- Touch and Go!! (1994)
- MIDNIGHT BLUE (1995)
- Going History (1995)
- Give a reason (1996)
- Kagirinai yokubou no nakani (1996)
- Just be conscious (1996)
- Successful Mission (1996)
- don't be discouraged (1997)
- Reflection (1997)
- Fine colorday (1998)
- ~infinity~ (1998)
- raging waves (1998)
- A HOUSE CAT (1998)
- Proof of Myself (1998)
- question at me (1999)
- Buusuka! Buusuka!! (1999)
- Sakura saku (2000)
- unsteady (2000)
- Over Soul (2001)
- feel well (2001)
- brave heart (2001)
- Northern lights (2002)
- Treat or Goblins (2002)
- KOIBUMI (2002)
- Makenaide, Makenaide... (2003)
- Meet again (2006)
- A Happy Life (2007)
- Plenty of grit (2008)
- Front breaking (2009)
- Shuuketsu no sono he (2009)
- Shuuketsu no sadame (2010)
- Tsubasa (2012)
- Sanhara Divine Power (2015)
- Usurahi Shinjuu (2016)
- Imawa no Shinagami (2017)